# Vidius
Vidius là một chi bướm ngày thuộc họ Bướm nâu.